# Blažkov
Blažkov är en ort i Tjeckien.   Den ligger i regionen Vysočina, i den centrala delen av landet, 140 km sydost om huvudstaden Prag. Blažkov ligger 514 meter över havet och antalet invånare är 307.
Terrängen runt Blažkov är huvudsakligen platt, men österut är den kuperad. Runt Blažkov är det glesbefolkat, med 20 invånare per kvadratkilometer. Närmaste större samhälle är Velké Meziříčí, 18,1 km sydväst om Blažkov. Trakten runt Blažkov består till största delen av jordbruksmark.